# ヘラルド・マルティーノ
ヘラルド・ダニエル・マルティーノ（Gerardo Daniel Martino, 1962年11月20日 - ）は、アルゼンチン・ロサリオ出身の元サッカー選手。インテル・マイアミ監督。サッカー指導者。元アルゼンチン代表。現役時代のポジションはミッドフィールダー。

## 経歴

### 現役時代
地元ロサリオのニューウェルズ・オールドボーイズからデビューし、10年間でリーグ戦392試合に出場した。1991年には短期間だけスペインのCDテネリフェに在籍し、その後ニューウェルズを挟んでCAラヌース、エクアドルのバルセロナSCでプレーした。ニューウェルズでの2度目の在籍時にはマルセロ・ビエルサ監督の指導を受けているが、マルティーノは自他ともに認めるビエルサの弟子であり、後の指導者経歴にもビエルサの影響が強く表れている。1996年にチリのCDオヒギンスに在籍したが、プレーすることなく現役引退した。ニューウェルズでは公式戦通算505試合に出場しているが、これはクラブの歴代最多記録であり、ファン投票によりクラブ史上最高選手に選ばれている。

### 指導者時代
1998年、CAアルミランテ・ブロウン・デ・アレシフェスの監督に就任して指導者の道を歩み始め、2002年から2003年まで率いたクラブ・リベルタではリーガ・パラグアージャで2連覇を果たした。2003年にセロ・ポルテーニョに移ると、セロ・ポルテーニョもリーグ優勝に導き、2006年にもクラブ・リベルタで3度目のリーグ優勝を成し遂げている。同年のコパ・リベルタドーレスではアルゼンチンのCAリーベル・プレートなどを抑えてグループリーグを首位通過し、決勝トーナメントではメキシコのUANLティグレス、CAリーベル・プレートを撃破して準決勝に進出した。準決勝ではブラジルのSCインテルナシオナルと対戦し、優勝したチームに2試合合計0-2で敗れたが、クラブ史上最高位のベスト4という快挙を遂げた。クラブの監督時代には7年間連敗しなかったという記録を持つ。

#### パラグアイ代表
コパ・アメリカ2007
2007年2月、アニバル・ルイス監督に代わってパラグアイ代表監督に就任した。同年6月から7月にはコパ・アメリカ2007に出場し、アルゼンチン、コロンビア、アメリカと同居したグループリーグでは2勝1分（得失点差6）の好成績で、アルゼンチンに次ぐ2位で決勝トーナメントに進出した。決勝トーナメント1回戦ではメキシコに0-6と大敗し、コパ・アメリカ2004と同じベスト8にとどまった。
2010 FIFAワールドカップ
2007年10月から行われた2010 FIFAワールドカップ・南米予選では、開幕から5戦無敗とスタートダッシュを決め、2008年6月15日にはホームでブラジルに2-0と完勝した。ハイプレスでボールを奪い、素早く展開してシュートに結びつけるカウンター戦術が持ち味であり、予選一巡目終了時点（6勝2分1敗、勝ち点20）で不動の首位に立っていた。戦術が研究された二巡目には成績を落としたが、常に本大会出場権獲得圏内を保ち、10勝3分5敗の3位で2010 FIFAワールドカップ本大会出場を決めた。2010年1月にはエースのFWサルバドール・カバニャスが銃撃される事件が起こったが、アルゼンチン出身のFWルーカス・バリオスを素早く帰化させて代表に加える対応を取っている。本大会出場メンバーの中にはバリオス、MFホナタン・サンターナ、MFネストル・オルティゴサの3人のアルゼンチン出身選手が含まれ、パラグアイ代表のアルゼンチン化に対してはパラグアイ国内で否定的な意見も聞かれた。
2010年6月から7月にかけて南アフリカで開催された2010 FIFAワールドカップのグループリーグはイタリア、スロバキア、ニュージーランドと同組に振り分けられた。初戦のイタリア戦は1-1と引き分け、2戦目のスロバキア戦は「私たちが90分、試合を支配した」と語るほどの内容で2-0の快勝を収めた。3戦目のニュージーランド戦でキャプテンのデニス・カニサを初出場させる余裕を見せ、0-0の引き分けで試合を終えた。グループリーグを1勝2分で首位通過し、決勝トーナメント1回戦では日本と対戦した。延長も含めて120分間は0-0とスコアが動かなかったが、PK戦の末に勝利してパラグアイ史上初のベスト8に勝ち進んだ。準々決勝では優勝したスペインに0-1で敗れたが、マルティーノのチームは堅い守備力やチームの一体感が評価された。なお、日本戦の試合前には自宅が窃盗の被害に遭っていたことが判明している。彼の4年契約は2010 FIFAワールドカップまでであり、当初は契約を延長するつもりがなく、7月5日にはパラグアイ代表監督を退くことを発表したが、7月10日、コパ・アメリカ2011までパラグアイ代表を率いることで合意に達した。
コパ・アメリカ2011
2011年7月に開催されたコパ・アメリカ2011では、チームの中心選手であるFWオスカル・カルドソを外して国内リーグ得点王のFWパブロ・セバージョスをメンバーに加えるなどし、2010 FIFAワールドカップで好成績を残したチームの引き締めを図った。大会前の親善試合では守備の強化を模索し、負けないサッカーで上位進出を目指した。グループリーグはブラジル、エクアドル、ベネズエラと同組となり、初戦のエクアドル戦は0-0のスコアレスドローであったが、2戦目のブラジル戦は途中出場のFWネルソン・バルデスが得点するなど采配が冴え、前回大会覇者相手に2-2の引き分けに持ち込んだ。3戦目のベネズエラ戦は3-3の引き分けとなり、3戦3分の勝ち点3でグループ3位であったが、グループ3位国の中で成績上位の2国に残り、決勝トーナメント進出を決めた。
準々決勝はグループリーグでも対戦したブラジルとの対戦となったが、守備的な戦術でスコアレスドローの末にPK戦に持ち込むと、相手キッカー全員がPKを失敗するという幸運もあって準決勝進出を決めた。準決勝はグループリーグでも対戦したベネズエラとの対戦となったが、やはりスコアレスドローの末のPK戦に勝利して、1979年大会以来の決勝進出を果たした。なお、この試合で審判を批判したことにより退席処分を受け、試合後にはベネズエラのセサル・ファリアス監督と口論になったことから決勝のウルグアイ戦ではベンチ入り禁止となった。グループリーグから5戦5分（PK勝ちが2試合）未勝利で決勝に勝ち上がったが、決勝のウルグアイ戦は終始劣勢に立ち、選手交代も得点には結びつかなかった。0-3と完敗し、32年ぶり3度目の優勝はならなかった。更に大会後には、守備的な戦いを批判されたことを理由に、代表監督を退任した。

#### ニューウェルズ
2011年末にはコロンビア代表監督のオファーを断った。2012年、ニューウェルズ・オールドボーイズ監督に就任すると、チームを降格から救うどころかリーグ優勝まで導き、コパ・リベルタドーレスではベスト4まで勝ち上がった。シーズン終了後に辞任した。

#### FCバルセロナ
2013年7月19日、当時FCバルセロナの監督であったティト・ビラノバが、健康上の理由から急遽退任する事が発表され、23日にマルティーノの就任が発表された。契約は2年間。欧州クラブでの初の指揮となる。
2013-14シーズンは、スーペルコパ・デ・エスパーニャでアトレティコ・マドリードを破り、さらに9月28日のリーガ第7節UDアルメリア戦ではクラブ史上初の開幕7連勝を達成。UEFAチャンピオンズリーグでは準々決勝でアトレティコ・マドリードに敗れ、ベスト8に終わった。コパ・デル・レイ決勝ではレアル・マドリードに敗れて2年ぶりの優勝を逃し、リーガでは最終節でアトレティコ・マドリードと引き分けて連覇を逃すなどリーグ戦とカップ戦では無冠に終わった。
最終節終了後、2013-14シーズン限りでの退団が決定した。

#### アルゼンチン代表
2014年8月、アレハンドロ・サベーラの後を受けてアルゼンチン代表監督に就任することが発表された。コパ・アメリカ2015では決勝進出を果たすものの、開催国のチリにPK戦で破れ優勝を逃した。大会全体では6試合で3勝3分、大勝したパラグアイ戦を除けば5試合4ゴールと低調な内容に終わった。翌年のコパ・アメリカ・センテナリオでも決勝まで進みながら同じチリに敗れ、監督を辞任した。

#### アトランタ・ユナイテッド
2016年9月27日、メジャーリーグサッカーに参戦するアトランタ・ユナイテッドFCの監督に就任することが発表された。2018年にはMLSカップ初制覇へ導き、年間最優秀監督に選出された。

#### メキシコ代表
2019年1月7日、メキシコ代表の監督に就任することが発表された。

#### インテル・マイアミ
2023年6月28日、インテル・マイアミの監督に就任することが発表された。
その約2ヶ月後の8月20日にインテル・マイアミをリーグスカップ優勝に導いた。

## 代表歴

### 試合数
- 国際Aマッチ 1試合 0得点（1991年）[22]

| アルゼンチン代表 | 国際Aマッチ | 国際Aマッチ |
| 年               | 出場        | 得点        |
| ---------------- | ----------- | ----------- |
| 1991             | 1           | 0           |
| 通算             | 1           | 0           |

## タイトル

### 現役時代

#### クラブ
ニューウェルズ・オールドボーイズ
- プリメーラ・ディビシオン : 3回 (1987-88, 1990-91, 1991-92C)

### 指導者時代

#### クラブ
クラブ・リベルタ
- リーガ・パラグアージャ:3回 (2002、2003、2006)

セロ・ポルテーニョ
- リーガ・パラグアージャ:1回 (2004)

FCバルセロナ
- スーペルコパ・デ・エスパーニャ:1回 (2013)

アトランタ・ユナイテッドFC
- MLSカップ:1回（2018）

インテル・マイアミ
- リーグスカップ : 1回 (2023)

#### メキシコ代表
- CONCACAFゴールドカップ:1回（2019）

個人
- 南米年間最優秀監督賞:1回 (2007)
- MLS年間最優秀監督:1回（2018）